# Narodowy Stadion Sportowy (Zimbabwe)
Narodowy Stadion Sportowy – to wielofunkcyjny stadion w Harare w Zimbabwe. Używany jest głównie do meczów piłki nożnej, ale jest również używany do rugby. Swoje mecze rozgrywają na nim reprezentacja Zimbabwe w piłce nożnej oraz drużyna piłkarska CAPS United. Stadion może pomieścić 60 000 osób.